# تي إيه تليكوم
تي إيه تليكوم هي شركة تكنولوجيا وبرامج متنقلة أفريقية تبني منصات محتوى متنقلة وأدوات تحليلية ومنتجات علامات تجارية.

## التاريخ
تأسست الشركة الناشئة عام 2000 على يد الفني المصري "عمرو شادي". توسعت تي ايه تليكوم من مقرها الرئيسي في مصر إلى نيجيريا وجنوب إفريقيا وكينيا وليبيا والإمارات العربية المتحدة والسعودية وأفغانستان ورواندا والمغرب. لقد بدأت كمزود إعلانات متنقلة وقدمت خدمات ذات قيمة مضافة (VAS) بعد عام في عام 2001. الخدمات ذات القيمة المضافة هي خدمات هاتفية يمكن للمستخدمين تلقيها بالإضافة إلى مكالماتهم الصوتية الأساسية (مثل نغمات الرنين، وملخصات الأخبار اليومية التي يتم إرسالها تلقائيًا إلى المستخدمين عن طريق الرسائل القصيرة، إلخ.). انتقلت الشركة إلى تطوير التطبيقات النقالة والتحليلات التنبؤية في عام 2012. نمت تي ايه تليكوم بين عامي 2006 و 2013. لقد بدأت مع قاعدة عملاء صغيرة في مصر ولكن منتجاتها تصل الآن إلى حوالي 10 ملايين مستخدم في الشرق الأوسط وأفريقيا (MENA). زاد عدد موظفي الشركة من 15 عام 2006 إلى 65 عام 2015. كما نمت إيراداتها بنسبة 560 ٪ من عام 2009 إلى عام 2014.

### الجدول الزمني
- 2000: تأسست الشركة في مصر كوكالة إعلانات متنقلة
- 2001: أنتج أول تطبيق VAS ، وهي لعبة لعشاق كرة القدم في القاهرة مع فودافون مصر كعميل رئيسي.
- 2004: بدأ إنتاج وتجميع المحتوى لشركات الاتصالات. العملاء الرئيسيون: فودافون، موبينيل، واتصالات.
- 2006: إطلاق BUZZ! ، منصة VAS
- 2005 - 2014: دخلت الأسواق في الإمارات العربية المتحدة ونيجيريا وأفغانستان وكينيا والمغرب ونيجيريا وليبيا ورواندا وتنزانيا
- 2014: اخترع PI ، وهي أداة تحليل البيانات التي تقيس الخدمات القائمة على الاشتراك في الأداء وتتوقع النمو
- 2014: إطلاق لعبة ريفيل في وادي السيليكون

## تي ايه الاتصالات تكنولوجيا الهاتف المحمول والبرمجيات
- بي أي أو برفورمانس اندكس: هي أداة تحليلية تنبؤية تقيس أداء الخدمات المستندة إلى اشتراك الهاتف المحمول، وتحدد الاتجاهات والتغيرات في أداء المنتج لتوفير رؤى تجارية بشأن الإيرادات المتنامية. أداة التحليل PI هي أساس تقنية ريفيل - وهي شركة تابعة لشركة تي ايه للاتصالات في وادي السيليكون الأمريكي في عام 2014.
- بي يو زد زد ! : هي عبارة عن منصة لتقديم المحتوى توفر محتوى الرسائل القصيرة للمشتركين مثل تنبيهات الهدف في الوقت الفعلي؛ أخبار عاجلة؛ نصائح يومية للصحة والرفاهية والتدريب على الحياة؛ تحديثات الطقس. دين؛ والخدمات المالية.
- الوسيلة: هي وحدة لخدمات الاشتراك في المحتوى الإسلامي توفر المحتوى الروحي مثل الدعاء اليومي والحديث اليومي والمعلومات التاريخية والصلوات.
- نفسي: عبارة عن اختبار قياس نفسي صُمم لتحديد أنواع الشخصية، وإرسال نصائح مخصصة لتدريب الحياة اليومية للمشتركين، وتزويد المسوقين برؤى تستند إلى البيانات حول تفكيك الشخصية في السوق الأفريقية.[2]

## تكتولوجيا سي اس ار
مؤسسة ميجا خير هي الذراع الخيرية للاتصالات تي ايه. إنها منصة للتبرع بالهواتف المحمولة حيث يقوم المستخدمون بإرسال رسائل نصية عبر هواتفهم المحمولة للتبرع بـ 5 جنيهات مصرية لكل رسالة قصيرة. وفقًا لـ ديجينوميكا، جمعت المنصة 1.67 مليون دولار أمريكي في شهر رمضان المبارك لعام 2014، للعديد من المنظمات الخيرية التي تعمل على مكافحة السرطان والجوع والفقر وأمراض القلب والعديد من الأسباب الأخرى. مستشفى سرطان الأطفال 57357 ومؤسسة مجدي يعقوب للقلب، اللتان تقدمان رعاية صحية مجانية في مجال تخصصهما، هما منظمتان تجمعان الأموال من خلال ميجا خير.